# Пока стоят горы
«Пока́ стоя́т го́ры…» — советский фильм, снятый в 1976 году, психологическая драма.

## Сюжет
Упавший камень перебил верёвку, альпинист, висевший на ней, упал в трещину, умер от переохлаждения, хотя его можно было найти и спасти. Шедшие с ним в одной связке альпинисты решили не продолжать поиски из-за усталости и наступления темноты и вернулись в альплагерь. При проведении спасательных работ тело было найдено. Комиссия заключила, что альпинист после падения был жив и погиб не от полученных травм, а от холода спустя некоторое время. Государственное расследование не нашло состава преступления, однако, инструкторы-альпинисты исключили из своих рядов принявших решение альпинистов.

## В ролях
- Маргарита Терехова — Катя Шалагина
- Георгий Третьяков — Михаил Быков
- Юрий Соловьёв — Николай Потапов
- Константин Захаров — Игорь Рыбаков
- Леван Антадзе — Лео (Леван) Арчвадзе
- Евгений Меньшов — Александр Селезнёв
- Виктор Авдюшко — Валентин Славунец
- Валентина Талызина — Скуратова
- Анатолий Солоницын — следователь

## Съёмочная группа
- Авторы сценария — Шульгина, Вадим Михайлов
- Режиссёр-постановщик — Вадим Михайлов
- Композитор — Надежда Симонян
- Оператор-постановщик — Эдуард Розовский
- Художник-постановщик — Алексей Рудяков
- Режиссёр монтажа — Изольда Головко

## Награды
- Бронзовая медаль и диплом на всесоюзном кинофестивале спортивных фильмов в Минске (1977)[1]